# Tiburtius van Brussel
Œuvres principales
- Den bliiden requiem (1631)
- De gheestelijcke tortel-duyve (1648)

Tiburtius van Brussel (en néerlandais) ou Bruxellensis (latinisé), Frans van den Berghe (nom de naissance), ou père François Tiburce, né à Bruxelles vers 1605 et mort à Lierre le 5 février 1669, est un compositeur des Pays-Bas espagnols.

## Biographie
Tiburtius était fils de Frans et de Maria Geest. Son nom de baptême était Frans van den Berghe ; on l'a parfois erronément désigné du nom de François Tiburce. Le 20 avril 1625, il prit l'habit des Capucins à Bruges. Le 7 avril 1628, il reçut les ordres mineurs à Bruxelles et, dans la même ville, fut successivement ordonné diacre et sous-diacre, respectivement le 23 septembre 1628 et le 22 septembre 1629. Le 18 décembre 1637, il obtint la juridiction de Gand et, le 9 octobre 1660, aussi celle de Malines. En 1660-1661, il devint gardien ou père supérieur du monastère à Hasselt. Tiburtius prit en charge la mise en musique des textes spirituels de deux recueils écrits par deux de ses confrères Capucins. Il mourut de la peste à Lierre après avoir pris soin, dans cette ville, des victimes de cette maladie.

## Œuvre

### Den Boeck der gheesteliicke sanghen

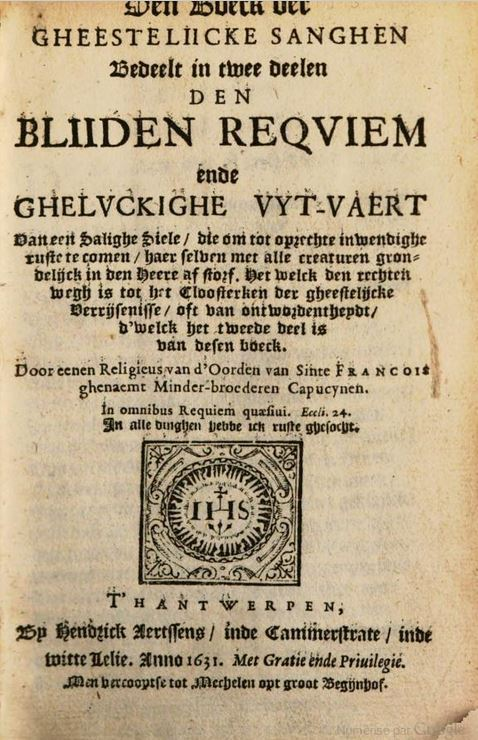
Page de titre du Boeck der Gheesteliicke Sanghen... (Anvers, Hendrick Aertssens, 1631).

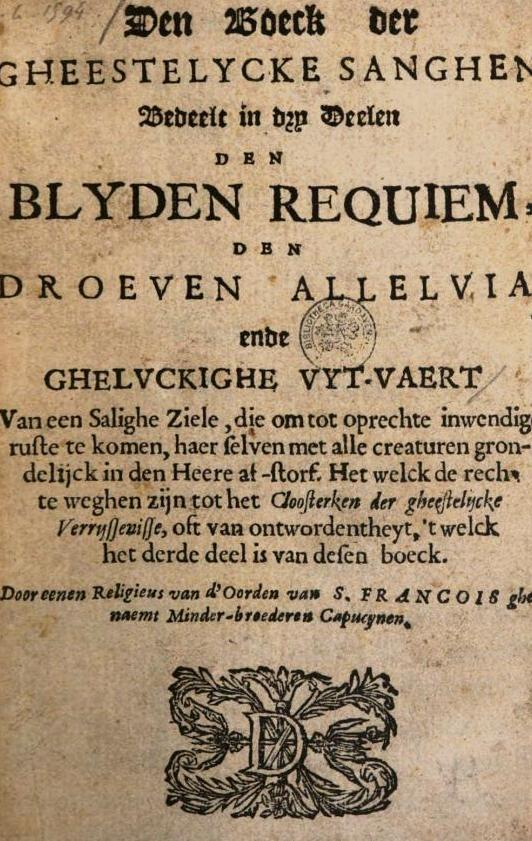
Page de titre du Boeck der Gheestelycke Sanghen (Gand, François d'Erckel, 1674).

Il serait le compositeur anonyme des mélodies de deux recueils de chansons spirituelles sur des paroles de deux autres Capucins. Le premier de ces recueils, Den boeck der gheesteliicke sanghen, sur des textes du père Lucas van Mechelen (Lucas de Malines), connut un grand succès et est composé de trois parties :
- Den bliiden requiem (Le Requiem joyeux, de 1631[1] : voir ici.

Il est réimprimé à Gand en 1674 accompagné de Den droeven alleluia : voir ici ;
- Cloosterken der gheestelijcke verryssenisse (Le Modeste cloître de la résurrection spirituelle, de 1639) ;
- Den droeven alleluia (Le Triste Alléluia, de 1674).

En 1688-1689, ces trois ouvrages furent réimprimés en un seul volume à Amsterdam, dans la république des Sept Pays-Bas-Unis.
C'est Aubertus Miraeus qui attribue, dans le deuxième volume de sa Bibliotheca Ecclesiastica (1649), la musique de ces recueils de chansons au père Tiburtius. Le seul de ces recueils à contenir une notation musicale, Den bliiden requiem de 1631, comprend une partie de superius et une partie de basse pour chaque texte ; dans la réédition de 1688, un volume séparé est réservé à la notation musicale de 1631, pourvue de barres de mesure, intitulé Hondert- en-twee- en veertigh musicale sangh-vooisen, in superius en bassus (Cent quarante-deux chansons composées d'un'superius et d'une basse). Cent-six d'entre elles ont aussi une indication de timbre (incipit d'une chanson bien connue dont la musique peut aussi convenir au texte), ce qui était d'ailleurs courant à l'époque pour ce genre de recueils. Des trente-six autres, la mélodie harmonisée est sans doute de l'invention du compositeur. Chaque texte est pourvu d'indications d'un ou plusieurs timbres de danses ou de chansons néerlandaises, françaises, italiennes ou latines, tant profanes que spirituelles. En outre, les indications des timbres du Cloosterken et du Droeven alleluia se réfèrent le plus souvent à la musique du Bliiden requiem.
Certaines indications se réfèrent au répertoire latin d'église (tel l'hymne Pange Lingua) ou à celui des chansons italiennes (comme Arridendo sonando balando). Parmi les titres de danses, on trouve La volte, Brande lorin, Alamande S. Nicolaes et Courante servante, et quelques titres de chansons néerlandaises ou françaises aussi : Ick stondt op hooghe berghen (Je me trouvais sur de hautes montagnes), Het viel een hemels dauwe (La rosée céleste est tombée), L'autre jour en un verger, En fin celle que j'aime tant, Berine vous serez malade, Quand pour Jesus mon cœur tout plain de flammes... Certains des timbres tels Fortun eylaes porquoy et Ick ghinck een mael spaceren (Un jour, je me promenai) ne correspondent pas à la musique notée (apparemment composée par Tiburtius) ; ces timbres auraient dès lors servi à ceux qui ne savaient pas lire la musique.
La préface de l'édition d'Amsterdam de 1688 nous donne quelques éclaircissements à cet égard : les indications de timbres devraient contenter ceux qui ne savaient pas lire la musique, car en publiant la musique à deux voix dans un ouvrage à part, on voulait préserver le moyen d'acquérir le volume pour moins cher (donc avec les timbres seuls). Déjà dans l'édition de Gand de 1674, les timbres étaient variés et pouvaient aller jusqu'au nombre de quatre ou cinq pour la même chanson spirituelle. Peut-être la collaboration musicale directe de Tiburtius s'était-elle limitée à la première édition de 1631 ; peut-être un autre collaborateur a-t-il choisi d'autres timbres.

### De gheestelijcke tortel-duyve
Ce deuxième recueil de chansons spirituelles (La Tourterelle spirituelle) paraît en 1648 à Anvers sur des paroles de Gabriël van Antwerpen. Il se compose de 54 chansons, dont six chants de Noël. À l'exception de deux seulement, toutes sont accompagnées d'une notation pour superius et basse. Dans la table des matières, chaque chanson est pourvue d'un timbre qui ne semble pas s'ajuster à la musique donnée et peut donc constituer un autre choix. Au demeurant, il n'y a pas plus de dix-huit timbres différents sur lesquels doivent se chanter ces chansons, et certains peuvent être indiqués jusqu'à 36 fois. On suppose que la musique ajoutée fut composée par Tiburtius lui-même. L'avertissement au lecteur sur la dernière page confirme que les indications de timbres sont destinées à ceux qui ne savent pas lire la musique et qui peuvent apprendre les mélodies de quelqu’un qui sait les lire.

### Litaniæ seraphicæ B. Mariæ Virginis
Ce recueil de litanies polyphoniques est publiée à Anvers, sans date connue. Son titre figure dans un catalogue de l'église collégiale de Looz : Litaniæ seraphicæ B. Mariæ Virginis 3, 4, 5, 6 et 8 voc. cum basso continuo ad organum: in septem libris, auctore Tiburtio Bruxellensis capucini. Destiné aux voix et à une basse continue à l'orgue, il comprend un Tantum ergo à huit voix qui clôt l'ouvrage.